# 伊斯拉马约尔
伊斯拉马约尔（西班牙語：Isla Mayor）是西班牙安达卢西亚自治区塞维利亚省的一个市镇。总面积114平方公里，总人口5856人（2001年），人口密度51人/平方公里。